# Henry Hunt

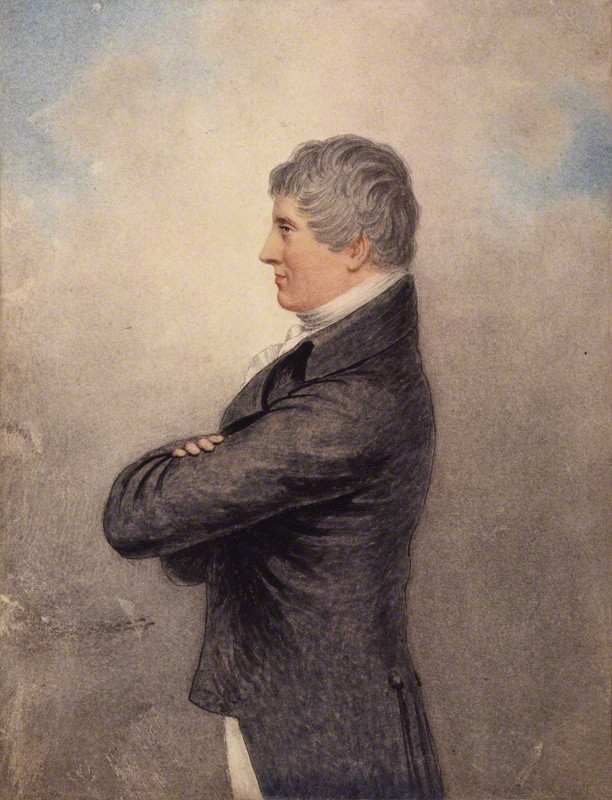
Retrato (hacia 1810) de Henry Hunt (1773–1835) por Adam Buck (1759–1833).

Henry "Orator" Hunt (6 de noviembre de 1773 - 15 de febrero de 1835) fue un orador y agitador radical británico recordado como un pionero del radicalismo de la clase trabajadora y una influencia importante en el posterior movimiento cartista. Abogó por la reforma parlamentaria y la derogación de las Leyes del Maíz.
Fue el orador invitado en el mitin que se iba celebrar en el Saint Peter's Field de Manchester el lunes 16 de agosto de 1819 y que derivó en la masacre de Peterloo. El mitin al aire libre era la culminación de una vasta campaña liderada por Hunt para lograr la reforma electoral en un sentido democrático (sufragio universal, voto secreto, elección anual de la Cámara de los Comunes) con el fin de alcanzar un Parlamento menos corrupto y más cercano a las reivindicaciones populares, como la bajada de los impuestos sobre los productos de consumo básicos. Se habían reunido unas 60.000 personas, en su inmensa mayoría obreros acompañados de sus familias, pero antes de que Hunt comenzara a hablar la caballería de la milicia local, compuesta por fabricantes y comerciantes, cargó al grito de «¡Este será vuestro Waterloo!»  contra los reunidos causando 15 muertos y más de 600 heridos, mujeres y niños incluidos.
Tras la masacre el príncipe regente felicitó a la milicia y la represión que la siguió puso fin a la campaña para la reforma. Hunt y otros activistas fueron detenidos y juzgados, siendo condenados a penas de prisión.
En 1830 se convirtió en miembro del Parlamento por Preston venciendo al futuro primer ministro británico Edward Stanley, pero fue derrotado cuando se presentó a la reelección en 1833. Como defensor de las clases trabajadoras, un término que usó con creciente frecuencia, se opuso a los Whigs, tanto antiguos como nuevos, y a la Ley de Reforma de 1832, que él creía que no iba lo suficientemente lejos en la extensión de la libertad. Pronunció discursos dirigidos a las "clases trabajadoras y no a otras", instándoles a presionar por la igualdad de derechos. En 1832 presentó la primera petición en apoyo del sufragio de las mujeres al Parlamento. Sin embargo, fue recibido con mucha risa y antagonismo. También en ese año, presentó una petición al parlamento en nombre del predicador radical John Ward, quien había sido encarcelado por blasfemia.